# Roßhaupten
Roßhaupten è un comune tedesco di 2 177 abitanti, situato nel land della Baviera.